# چوی کیو-ها
چوی کیو-ها (انگلیسی: Choi Kyu-hah; زاده ۱۶ ژوئیهٔ ۱۹۱۹ – درگذشته ۲۲ اکتبر ۲۰۰۶) سیاستمدار اهل کره جنوبی بود.
وی از سال ۱۹۷۹ تا ۱۹۸۰ رئیس جمهور کره جنوبی، از اکتبر تا دسامبر ۱۹۷۹ کفیل ریاست جمهوری کره جنوبی و از سال ۱۹۷۵ تا ۱۹۷۹ نخست‌وزیر کره جنوبی بوده‌است.